# Емма фон Анхалт-Бернбург-Шаумбург-Хойм
Емма фон Анхалт-Бернбург-Шаумбург-Хойм (на немски: Emma Prinzessin von Anhalt-Bernburg-Schaumburg-Hoym; * 20 май 1802, дворец Шаумбург до Лимбург на Лан; † 1 август 1858, Пирмонт) от род Аскани, е принцеса от Анхалт-Бернбург-Шаумбург-Хойм и чрез женитба княгиня на Валдек-Пирмонт. От 1845 до 1852 г. е регентка на Княжесто Валдек и Пирмонт.

## Биография
Тя е третата дъщеря на княз Виктор II Карл Фридрих (1767 – 1812) и съпругата му Амалия фон Насау-Вайлбург (1776 – 1841), дъщеря на княз Карл Христиан фон Насау-Вайлбург и съпругата му Каролина Оранска-Насау-Диц, внучка на английския крал Джордж II. Сестра е на Хермина (1797 – 1817), омъжена 1815 г. в дворец Шаумбург за ерцхерцог Йозеф Антон Йохан Австрийски (1776 – 1847), Аделхайд (1800 – 1820), омъжена 1817 г. за велик херцог Август фон Олденбург (1783 – 1853), и Ида (1804 – 1828), омъжена 1825 г. за велик херцог Август фон Олденбург (1783 – 1853).
Емма се омъжва на 26 юни 1823 г. в Шаумбург за княз Георг II фон Валдек-Пирмонт (* 20 септември 1789; † 15 май 1845, Аролзен), вторият син на княз Георг фон Валдек-Пирмонт (1747 – 1813) и принцеса Августа фон Шварцбург-Зондерсхаузен (1768 – 1849). След неговата смърт Емма, според завещанието на нейния съпруг, води за нейния син регентството в княжеството до 1852 г. През 1845 г. тя реформира валдекския контингент на войската чрез пруски офицери. През регентството на Емма са събитията на Революцията от 1848/49, и във Валдек се свиква ново народно събрание.
Емма умира на 1 август 1858 г. на 56 години в Пирмонт.
Тя е баба на Мария (1857 – 1882), омъжена 1877 г. за по-късния крал Вилхелм II фон Вюртемберг (1848 – 1921), и на нидерландската кралица Емма (1858 – 1934), омъжена 1879 г. за крал Вихелм III от Нидерландия (1817 – 1890).

## Деца
Емма и Георг II имат децата:
- Августа Амалия Ида (1824 – 1893) омъжена в Аролзен на 15 юни 1848 г. за княз Алфред фон Щолберг-Щолберг (1820 – 1903)
- Йозеф Фридрих Хайнрих (1825 – 1829)
- Хермина/Херминия (1827 – 1910), омъжена в Аролзен на 25 октомври 1844 г. за княз Адолф I Георг фон Шаумбург-Липе (1817 – 1893)
- Георг Виктор (1831 – 1893), княз на Валдек и Пирмонт, женен I. на 26 септември 1853 г. за принцеса Хелена фон Насау (1831 – 1888), II. на 29 април 1891 г. за принцеса Луиза фон Зондербург-Глюксбург (1858 – 1936)
- Волрад Меландер (1833 – 1867, Кайро)